# 振兴路 (合肥)
振兴路，安徽省合肥市的一条南北向道路，北起拟建的邓店路，南至长江西路。沿路有合肥市五十中学东校振兴校区、中国邮政合肥邮件处理中心、蜀山区足球运动协会、安徽湖人体育公园等。合肥轨道交通2号线振兴路站即依此路得名。

## 轨道交通
- █ 2号线：振兴路站